# بيتينا أرندت
بيتينا ماري أرندت (ولدت في 1 أغسطس 1949) كاتبة، ومعلقة أسترالية متخصصة في قضايا الجنس والجندر، وهي عضو في الوسام الأسترالي. بدأت كمعالجة جنسية وأعلنت نفسها ناشطة نسوية، وقد أسست حياتها المهنية في النشر والبث الإذاعي في سبعينيات القرن العشرين بالإضافة إلى تأليف العديد من الكتب. في العقدين الماضيين، تخلت عن النسوية، وأثارت الجدل بتعليقاتها الاجتماعية وآرائها حول الاعتداء الجنسي والعنف المنزلي ومناصرة حقوق الرجال.

## سيرتها المهنية
بعد التخرج، مارست أرندت العلاج الجنسي وكانت من أوائل المعالجين الجنسيين في أستراليا في أوائل سبعينيات القرن العشرين. في أوائل السبعينيات عملت في عيادة في سيدني بصفة أخصائية في علم الجنس وعملت في الغالب مع النساء.
برزت أرندت في السبعينيات من خلال تحرير فورم، وهي مجلة أسترالية للتربية الجنسية للبالغين، فتكرر ظهورها في الإذاعة والتلفاز. عُينت محررة في عام 1974، وظلت في المنصب حتى يوليو 1982. كانت هذه الفترة من حياتها المهنية موضوعًا لفيلم وثائقي تلفزيوني في السلسلة الأسترالية وقت من حياتي (2013)، حيث قدم مقدم البرنامج أرندت باعتبارها «المحررة الشابة المشاكسة (التي) علمتنا كل ما نحتاج إلى معرفته، وأكثر، حول... الجنس».
ثبت أن إصدار فورم مثير للجدل في الأوساط المحافظة، وفي برلمان كوينزلاند عام 1977 قال النائب ديس فراولي: «إنها مجلة قذرة وبذيئة». داهمت شرطة كوينزلاند أيضًا محل بيع الصحف، وصادرت نسخًا من المجلة وطلبت من المالك إظهار السبب. قدم شهود طبيون، بما في ذلك أستاذ أمراض النساء ديريك لويلين جونز، أدلة إلى جلسة استماع في المحكمة تدعم الدور التربوي لفورم في جلسة المحكمة بشأن هذه المسألة، والتي لخصها القاضي السيد إن. أو سكوت لإثبات القضية بأن «كان عامة الناس جاهلين أو مضللين بشأن المسائل الجنسية، وكانت هناك ضرورة لبرنامج تعليمي في هذا المجال. وصف كبير الكهنة الأنجليكاني لمدينة بريزبن، دين جورج، مجلة فورم بأنها مساعدة تعليمية مفيدة للغاية لإعلام الجمهور، ولتصحيح سوء الفهم وبالتالي تخفيف القلق».
بين عامي 1973 و1976، قضت هيئة مراقبة البث الأسترالية بتسجيل جميع البرامج التلفزيونية والإذاعية التي تشارك فيها أرندت مسبقًا حتى يمكن الموافقة عليها من قبل إدارة المحطة قبل بثها. وأوضح المجلس أن الحظر «فُرض لأن معظم برامجها كانت أثناء وقت مشاهدة الأسرة... وأراد الآباء بعض السيطرة على المعلومات الجنسية لأطفالهم». في عام 1978 قالت أرندت إن «الثورة الجنسية فشلت في تحقيق التوقعات»، معربة عن بعض الشكوك حول مدى كون الناس أكثر تطورًا في مواقفهم تجاه الجنس. أقرت بأن الحركة النسائية قد حققت اكتشافات فسيولوجية حول الحياة الجنسية للمرأة، وأن هناك تسامحًا أكبر مع التفضيل الجنسي للشخص، وكان هناك اعتراف بأهمية الجنس لكبار السن وذوي الإعاقة. أشادت أرندت بإدخال قوانين جنوب أستراليا التي تجرم الاغتصاب الزوجي.
تضمن عملها في مجال التربية الجنسية أيضًا مقررات للدراسات العليا، وندوات، ومحاضرات لمجموعات تضم أطباء ومهنيين آخرين. بعد وفاة زوجها وشريكها في العمل، دينيس مينوغ، في عام 1981، أغلقت مجلة فوروم. في منتصف الثمانينيات من القرن العشرين، كتب أرندت لمجلة بلاي بوي الأسترالية وكتبت أيضًا عن القضايا الاجتماعية للصحف بما في ذلك سيدني مورنينغ هيرالد وذي إيج. خلال هذه الفترة، كان لدى أرندت أيضًا برنامجها الإذاعي على محطة 2 جي بي، وفقرات إذاعية منتظمة في المدن الكبرى في جميع أنحاء أستراليا. في عام 1982 ظهرت في السلسلة التلفزيونية الجميلة والوحش، ومنذ عام 1981 وحتى عام 1986، كانت ضيفة أسبوعية في البرنامج التلفزيوني ذا توداي.
في عام 1983 وصفت صحيفة سيدني مورنينغ هيرالد أرندت بأنها «الشخص الأكثر ارتباطًا بالثورة الجنسية في أستراليا». في عام 1984 أدارت أرندت متجرًا لبيع ملابس النساء الداخلية وألعاب الجنس عبر البريد، وألفت عددًا من الكتب حول النصائح الجنسية، بما في ذلك دليل بيتينا أرندت لممارسة الحب للنساء، الذي كتبت فيه: « بالنظر إلى ما يحدث للرجال والنساء في السرير اليوم، لن يفاجئني أبدًا إذا اختار المزيد والمزيد من الذكور التمسك بالجعة. فالجنس يتحول بسرعة إلى ساحة معركة، مع استدعاء النساء للمزيد من القذف».
في عام 1986 انتقلت أرندت إلى مدينة نيويورك لمدة خمس سنوات، وأثناء إقامتها في الولايات المتحدة، كتبت عمودًا صحفيًا أسبوعيًا مشتركًا، نشرته ذي إيج في ملبورن (ونُشر في كانبرا، وأديلايد، وبرث، وبريزبان). صدر لها كتابان يضمّان مجموعات من كتاباتها، حياة خاصة (1985) وكل شيء عنّا (1989). في عام 1991 عادت أرندت مع عائلتها للعيش في أستراليا.

## معلقة وناشطة في مجال حقوق الرجال
منذ تسعينيات القرن العشرين فصاعدًا، كتبت أرندت عمودًا للنصائح الشخصية لمجلة كليو، وكتبت في ذا بولتن وذي أسترليان وذي أسترليان وومنز ويكلي. كانت ضيفة صحفية في فور كورنر على قناة إيه بي سي تي في وضيفة منتظمة على راديو إيه بي سي في سيدني، وملبورن، وكانبرا، وأديلايد. كانت عضوًا في مجلس إدارة الجامعة الوطنية الأسترالية ورئيسة لمجلس إدارة مؤسسة مستشفى النساء الملكي في عام 1999. عملت أيضًا مدربة للمواعدة عبر الإنترنت منذ عام 2001 وحتى عام 2017، ومؤخرًا ساعدت الرجال في كتابة ملفات التعريف للمواعدة، وإحالتهم إلى مصورين جيدين من أجل صور ملفاتهم الشخصية للمواعدة.
خلال النصف الأول من حياتها المهنية، أعلنت نفسها ناشطة نسوية، ولكن منذ منتصف التسعينيات من القرن العشرين تحولت إلى الدفاع عن حقوق الرجال. لخص عملها اللاحق الأفكار المحافظة اجتماعيًا حول العلاقات والهياكل الأسرية والأطفال خارج إطار الزواج. في عام 2010 قالت أرندت: «لقد أمضيت حياتي المهنية المبكرة في ممارسة الضغط من أجل النساء، لكنني تحولت إلى الرجال عندما أدركت مدى ضعفهم في الدفاع عن القضايا التي تؤثر على حياتهم الخاصة». تقول كيت غليسون، وهي محاضرة كبيرة في كلية ماكواري للحقوق والتي درّست أرندت، إن «تمجيد أرندت لحقوق الرجال، وكذلك نقدها للتحليلات النسوية للعنف المنزلي، والاعتداء الجنسي، والتحرش الجنسي والجنس داخل الزواج، أثار غضب النسويات في الصحافة»، وأضافت: «الثورة الذكورية التي دعت إلى رد الفعل السياسي ضد النسوية، قد فشلت في الظهور مما أحبط أرندت».
في عام 1993 قدمت أرندت حلقة فور كونرز على إيه بي سي تي في حول اللبَس المزعوم بشأن الرضا الجنسي بعنوان «نعم، لا، ربما». تعرضت لانتقادات للتقليل من أهمية الاغتصاب من قبل مجموعة من مستشاري الاعتداء الجنسي في سيدني، الذين قالوا عن النساء «اللائي تعرضن للاغتصاب، في معظم الحالات لم تتح لهن الفرصة لقول (لا)».
أثناء حكومة هوارد المحافظة (1996-2007)، كانت أرندت مستشارة في قضايا مثل المساعدة على الإنجاب والتعليم ودعم الطفل. عملت في عدد من اللجان التي تقدم المشورة للحكومة الأسترالية بشأن مسائل السياسية، بما في ذلك اللجنة الاستشارية الوطنية للشيخوخة (2003)، وفريق مراجعة تقنيات الإنجاب المساعدة (2005)، والمجموعة المرجعية لمراجعة دعم الطفل (2004). في عام 2003 منحتها الحكومة وسام الذكرى المئوية، الذي يكرم «الأشخاص الذين قدموا مساهمة للمجتمع الأسترالي أو للحكومة». لاحظت غليسون أنه في هذا الوقت كان لدى أرندت «انتقاد مستمر لقضايا قانون الأسرة». كانت عضوًا في المجموعة الاستشارية لمسار قانون الأسرة منذ عام 2000 وحتى عام 2001، وهي لجنة حكومية كان لها دور مفيد في إعادة صياغة قانون الأسرة الأسترالي لاحقًا.